# Beyond Wiseguys: Italian Americans & the Movies
Beyond Wiseguys: Italian Americans & the Movies es un documental estadounidense de 2008 dirigido y producido por Steven Fischler. La cinta trata la historia de los inmigrantes italianos y sus descendientes dentro del cine estadounidense, desde los estereotipos en películas de gánsteres hasta cineastas de renombre. El filme contiene fragmentos destacados de películas y entrevistas a figuras del cine contemporáneo como David Chase, Dominic Chianese, Ben Gazzara, Chazz Palminteri, Isabella Rossellini, Susan Sarandon, Martin Scorsese, Marisa Tomei, Stanley Tucci y John Turturro, quien además fue productor ejecutivo del proyecto.

## Argumento
El filme documenta la evolución de los italianos dentro del cine estadounidense. Al principio, interpretando gánsteres dentro de la industria de Hollywood, hasta llegar a ocupar lugares de mayor libertad creativa en Hollywood y en el cine independiente, habiendo producido éxitos de taquilla en todo el mundo y siendo representados por cineastas como Frank Capra y Martin Scorsese. A través de imágenes de películas y entrevistas a figuras del cine contemporáneo, el documental trata la relación entre la herencia étnico-cultural y su papel en el cine estadounidense.

El productor ejecutivo de la cinta, John Turturro, comentó: 
«Me gustaría que el público notara que los italoestadounidenses han sido una importante fuerza creativa detrás de las cámaras en Hollywood desde los comienzos, y su influencia en las películas estadounidenses no está delimitada únicamente por la escritura, dirección y actuación en filmes sobre la mafia, aunque algunas de esas cintas son obras de arte y estoy orgulloso de ellas también. Quise hacer este proyecto porque lo siento muy personal, acerca de mis orígenes.»